# بشير الرشيدي
بشير صالح الرشيدي كاتب وروائي كويتي، ولد عام 1951م، أستشاري في التنمية البشرية بأكثر من 22 إصدار وصاحب أول مكتب استشارات نفسية وتربوية في الكويت من عام 1984 حتى الآن. مهتم بقضية تحرير الإنسان من عوائقه النفسية وتبصيره بإمكاناته الذاتية ليحقق غاياته الشخصية

## سيرته العلمية
دكتور ومحاضر في جامعة الكويت قسم علم النفس من عام 1982 وحتى عام 2004 ، رئيس مجلس أمناء مكتب الإنماء الاجتماعي في الديوان الأميري في دولة الكويت منذ 1992 ورئيس مجلس إدارة مجموعة إنجاز العالمية، مستشار شركة إنجاز للاستشارات والتدريب، كما أنه مدرب في مجال التنمية الذاتية وتمكين القوة البشرية في مجال الإدارة والخبرات الإستثمارية السابقة، رئيس مجلس إدارة التأمين التكافلي - في مملكة البحرين - ورئيس مجلس إدارة الإستثمار البترول الخليجي - الكويت - ورئيس مجلس إدارة بيت الإستثمار العقاري ورئيس مجلس إدارة إصدارات القابضة العقارية.

## المؤهلات العلمية
- بكالوريوس علوم جامعة الكويت 1975
- ماجستير علم النفس التربوي جامعة ولاية متشجان بالولايات المتحدة 1978
- ماجستير علم نفس الصدمات جامعة هيل بالمملكة المتحدة 1994
- دكتوراه علم النفس التربوي جامعة ولاية أوهايو بالولايات المتحدة 1982
- دكتوراه في الإدارة والقيادة بالمنظمات جامعة داندي بالمملكة المتحدة 2002 [2]

## أبحاثه
- الخريطة النفسية والاجتماعية للشعب الكويتي بعد العدوان العراقي (مجلة دراسات الخليج والجزيرة – العدد 74 – يوليو 1994).

- التكامل النفسي والاجتماعي لدى المواطنين الكويتيين أثناء فترة الاحتلال العراقي، مجلة كلية التربية (جامعة المنصورة – كلية التربية – العدد 29 سبتمبر 1995).

- الحرب النفسية المرتبطة بالعدوان العراقي ضد الشعب الكويتي، مجلة دراسات نفسية (القاهرة، رابطة الأخصائيين النفسية المصرية، رانم، مج5، ع1، يناير 1995).

- دوافع السلوك الاجتماعي للمواطنين الكويتيين أثناء فترة العدوان العراقي (مجلة الإرشاد النفسي – المجلد الأول – القاهرة – جامعة عين شمس 1994).

- سيكولوجية جماعات العمل الكويتية أثناء العدوان العراقي (مجلة التربية – جامعة الأزهر – العدد 65 لسنة 1995).

- العوارض الاضطرابية المصاحبة لمشكلة الطلاق في الأسرة الكويتية (حوليات كلية التربية – الحولية 16 – جامعة الكويت – للعام 95/1996).

- التجديد التربوي وتطبيقاته النفسية والاجتماعية في النظام التعليمي بدولة الكويت (مجلة كلية التربية – العدد 28 – جامعة المنصورة – مصر 1995).

- أثر البيئة الاجتماعية والثقافية على قدرات التفكير الابتكاري لطلبة وطالبات المدارس الثانوية بدولة الكويت (مجلة دراسات تربوية – المجلد الثاني – كلية التربية – جامعة الكويت 1993).

- الأمن الوطني الكويتي من منظور التربية / الدلالة الأمنية لتأثير العدوان العراقي على النظام التربوي بمدارس الكويت (مجلة التربية العدد 49 – القاهرة – جامعة الأزهر كلية التربية 1995).

- دراسة ميدانية حول المواطنة ومظاهرها السلوكية لدى المواطنين الكويتيين أثناء الاحتلال (مجلة القاهرة للخدمة الاجتماعية – كلية الخدمة الاجتماعية، جامعة حلوان القاهرة 1994).

- دراسة ميدانية حول الأسس النفسية للتكامل الاجتماعي للمجتمع الكويتي أثناء فترة العدوان (مجلة القاهرة للخدمة الاجتماعية – العدد الخامس، جامعة حلوان – القاهرة – يناير 1994).

- أثر العدوان العراقي في الحاجات الأساسية والحالة النفسية والاجتماعية للمواطن الكويتي أثناء الاحتلال وبعده (مجلة الآداب والعلوم الإنسانية – جامعة المنيا – مصر – مجلد 15 – يناير 1995) .

- اتجاهات طلبة جامعة الكويت نحو بقعة الزيت في الخليج (مجلة دراسات الخليج والجزيرة العربية – جامعة الكويت – العدد 31 السنة العاشرة – أبريل 1984).

- التوجيه والإرشاد، فلسفته وأخلاقياته في المجتمعات الإسلامية (المجلة التربوية – السنة الأولى – العدد الثاني، كلية التربية جامعة الكويت، سبتمبر 1984).

- المعوقات التي تحول دون تحقيق الأهداف التربوية في المرحلة الابتدائية في منطقة الجهراء التعليمية : دراسة ميدانية (المجلة التربوية – كلية التربية – جامعة الكويت- العدد 12 مارس 1987).

- أثر العدوان العراقي على الأسرة الكويتية (مجلة رابطة الاجتماعيين – العدد 21 الكويت 1994).

- أثر العدوان العراقي على بعض جوانب الانتماء لدى المواطن الكويتي (مجلة الإرشاد النفسي – مركز الإرشاد النفسي – جامعة عين شمس – القاهرة 1994).

- الآثار النفسية والاجتماعية للعدوان العراقي على دولة الكويت والمجتمع الكويتي: دراسة ميدانية (مجلة القاهرة للخدمة الاجتماعية – كلية الخدمة الاجتماعية – جامعة حلوان – القاهرة 1994).

- الآثار النفسية لحرب الخليج "بالإنجليزية" مجلة علوم الاتصال – تونس الجامعة التونسية 1995.

## مؤلفاته
كتب علمية متخصصة:
- سيكولوجية الأسرة والوالدية (بالاشتراك مع الدكتور إبراهيم الخليفي) الكويت.ذات السلاسل 1997 م

- دور الأسرة في تطبيق الشريعة الإسلامية، الكويت، الديوان الأميري، اللجنة الاستشارية العليا على استكمال تطبيق أحكام الشريعة الإسلامية، 1997م

- مناهج البحث التربوي ، القاهرة ، دار الكتاب الحديث 2000 م

- نظرية الاختيار ، جامعة الكويت ، مجلس النشر العلمي 1999 م

- التعامل مع الذات ، الكويت ، مطبعة النظائر  1995 م

- إستراتيجية المواجهة الشاملة لآثار العدوان العراقي علي  دولة الكويت. الكويت - الديوان الأميري، مكتب الإنماء الاجتماعي 1997م

- الحرب وسيكولوجية المجتمع، بحوث ودراسات في آثار العدوان العراقي على دولة الكويت ،   الكويت ، الديوان الأميري ، مكتب الإنماء الاجتماعي1999م

- الإرشاد النفسي ( العلاج بالواقع ) ، الكويت ، مجموعة إنجاز العالمية للنشر والتوزيع .2005 م

- مقدمة في الإرشاد النفسي ( بالمشاركة مع الدكتور / راشد السهل ) , الكويت ، مكتبة الفلاح للنشر والتوزيع 2000 م

كتب عامة:
- كتاب أكتشف ذاتك – الطبعة الخامسة، مجموعة إنجاز العالمية للنشر والتوزيع – الكويت 2015م

- كتاب التمتع بالعمل- الطبعة الثانية ، مجموعة إنجاز العالمية للنشر والتوزيع – الكويت 2012م

- كتاب تمتع بحياتك – الطبعة الخامسة ، مجموعة إنجاز العالمية للنشر والتوزيع – الكويت 2015م

- كتاب إصنع حياتك – الطبعة الثانية ، مجموعة إنجاز العالمية للنشر والتوزيع – الكويت 2015م

- كتاب إنطلق في حياتك – الطبعة الثانية ، مجموعة إنجاز العالمية للنشر والتوزيع – الكويت 2015م

- كتاب سر النجاح – الطبعة الثانية ، مجموعة إنجاز العالمية للنشر والتوزيع – الكويت 2015م

- كتاب قدر ذاتك – الطبعة الثانية ، مجموعة إنجاز العالمية للنشر والتوزيع – الكويت 2015م

- كتاب كيف تحقق اهدافك – الطبعة الثالثة ، مجموعة إنجاز العالمية للنشر والتوزيع 2015م

- الوعي بالذات والعلاقات

- قيادة الذات
- تقدير الذات أولوية

- بداية الاختيار

- لكل سؤال أجوبة

كتب التربية :                                                   
- كتاب دليل الاباء في تربية الابناء بالاشتراك مع د.مني الجناعي – الطبعة الثانية – مجموعة إنجاز العالمية للنشر والتوزيع – الكويت 2014م

- كتاب اسرتك ليست أولويتك – الطبعة الثانية، مجموعة إنجاز العالمية للنشر والتوزيع – الكويت2012م

- كتاب أفعل ولا تنفعل في إسرتك – الطبعة الثانية، مجموعة إنجاز العالمية للنشر والتوزيع – الكويت 2014م

- كتاب 3 قواعد لتوجية الابناء – الطبعة الثانية، مجموعة إنجاز العالمية للنشر والتوزيع – الكويت 2014م

- كتاب كيف تدير أسرتك – الطبعة الثانية، مجموعة إنجاز العالمية للنشر والتوزيع – الكويت 2014م

- كتاب سيكولوجية الاسرة والوالدية بالاشتراك مع الدكتور/ إبراهيم محمد الخليفي – الطبعة الثالثة، مجموعة إنجاز العالمية للنشر والتوزيع – الكويت 2011م

- كيف تواجهة إحداث الحياة – الطبعة الرابعة – مجموعة إنجاز العالمية للنشر والتوزيع – الكويت 2014م

- حياتك نتاج أفكارك

## أعماله
- مدرس بمدرسة عبد الله بن مسعود بمنطقة الجهراء التعليمية – بدولة الكويت (1975).
- معيد بعثة خارجية – بقسم علم النفس التربوي – كلية التربية جامعة  الكويت(1976-1982).
- مدرس بقسم علم النفس التربوي كلية التربية – جامعة الكويت (1982- 1985).
- أستاذ مساعد بقسم علم النفس التربوي كلية التربية – جامعة الكويت (1985- 1995).
- رئيس قسم علم النفس التربوي  كلية التربية بجامعة الكويت (سابقاً) .
- أستاذ علم النفس التربوي كلية التربية بجامعة الكويت (سابقاً)
  - المشرف العام على برامج التربية العملية برياض الأطفال – المرحلة الابتدائية بكلية التربية جامعة الكويت
  - تدريس المقررات الأكاديمية بجامعة الكويت (هذه المقررات هي: التربية الأسرية، الفروق الفردية، علم النفس التربوي، مناهج البحث العلمي، حلقة بحث رياض الأطفال.
-     مؤسس ورئيس مجلس إدارة مكتب الاستشارات النفسية والتربوية 1982-1989.
-     مؤسس مكتب الإنماء الاجتماعي بالديوان الأميري 1992.
-     رئيس مجلس أمناء مكتب الإنماء الاجتماعي 1992-2002 .
-     رئيس مجلس إدارة شركة التكافل الدولية للتأمين ( بمملكة البحرين ) .
-     رئيس مجلس أمناء جامعة الفاتح للدراسات العليا (بمملكة البحرين)
-     رئيس مجلس إدارة شركة إنجاز للاستشارات والتدريب وكذلك معهد إنجاز للتدريب IPI
-     رئيس مجلس إدارة شركة الخليجية للاستثمار البترولي .
- مستشار علم النفس التنظيمي في العديد من المنظمات والشركات المحلية والعربية
- مرشد مرخص في الإرشاد النفسي من معهد العلاج الواقعي بكاليفورنيا – الولايات المتحدة .
- مدرب معتمد في العلوم السلوكية وتطبيقاتها في المجالات النفسية والاجتماعية والتربوية
- مصمم نموذج التعامل مع الذات وكذلك نموذج الذات القيادية في الإدارة  بالمنظمات.
- عضو لجان التحكيم العلمي داخل وخارج الكويت.
- عضو الجمعية الأمريكية لبحوث الPTSD . 
عمل بكتبه ذات التوجه والاهتمام بالتنمية الذاتية باسلوب علمي وروائي حيث يمتزج في اسلوبه الأدب بعلم النفس وبالحبكة والدراما بهدف إرشاد القاريء لتنمية ذاته واسثمارها عن طريق حوارات نفسية صريحة في رواياته. كما ساهم بكتابة سيناريو وأحداث مسلسل وتستمر الأيام للمخرج أحمد البيلي، المسلسل الذي حكى قصة حقيقية وقعت بالفعل مع أحد حالات الدكتور بشير، ساعده في صياغة الحوار والسيناريو الكاتبة هديل المرجان، اعتبر المسلسل الخليجي الأول الذي يقتحم العلوم النفسية في إطار درامي إنساني بحبكة تعتمد على وجود سفير دبلوماسي يواجه مرض السرطان.

## وصلات خارجية
- حساب بشير الرشيدي على تويتر.
- صفحة بشير الرشيدي على فيس بوك.
- قناة بشير الرشيدي على اليوتيوب.